# Кореновск
Кореновск (на руски: Кореновск) е град в Русия, административен център на Кореновски район, Краснодарски край. Населението му към 1 януари 2018 година е 42 019 души.

## Личности
- Александър Маршал – руски рок музикант